# Stracheya
Stracheya es un género de planta  con una sola especie, Stracheya tibetica, perteneciente a la familia Fabaceae.
Es considerado una sinonimia del género Hedysarum,